# Susanne Regina Meures

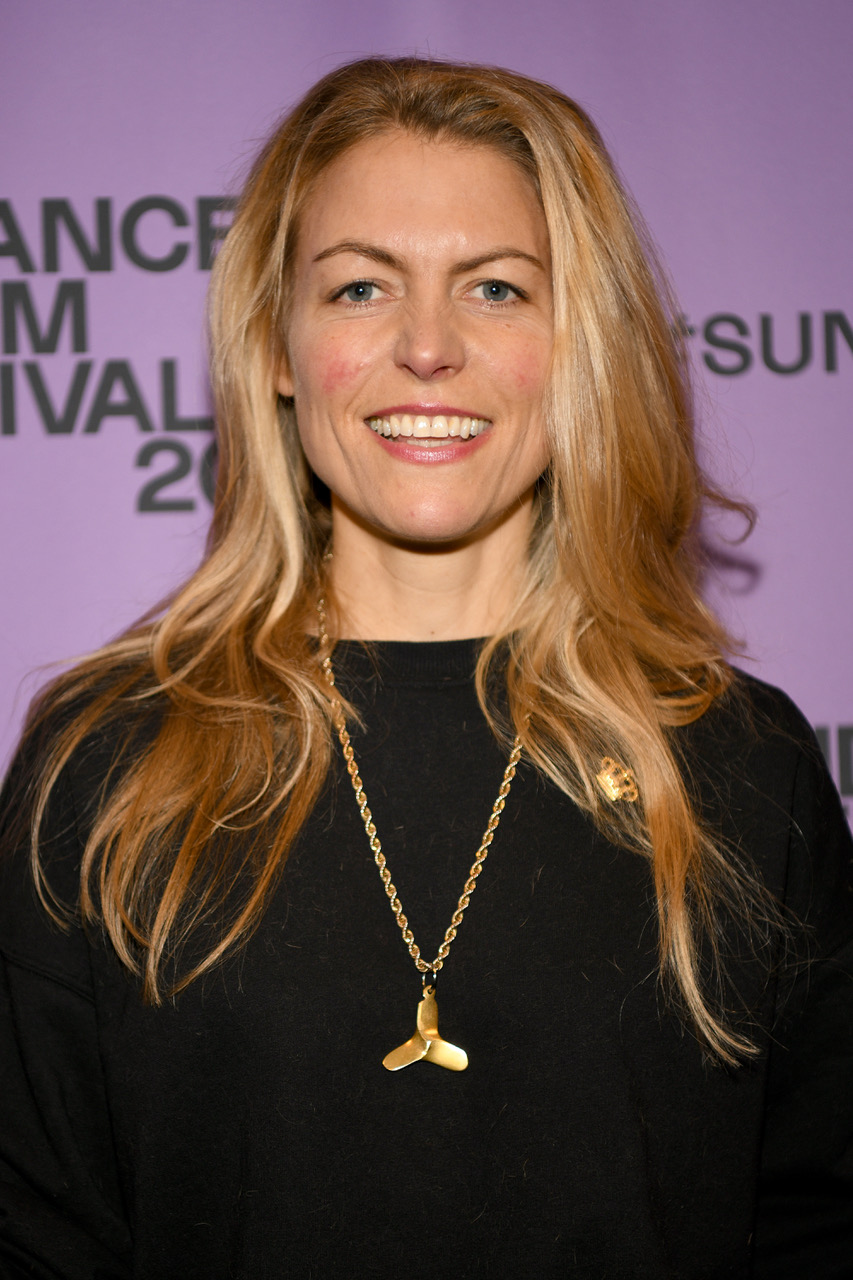
Susanne Regina Meures, Sundance Film Festival 2020

Susanne Regina Meures (auch Sue Meures; * 1977 in Mönchengladbach) ist eine deutsche Filmregisseurin.

## Leben
Susanne Regina Meures besuchte in Eicken die Grundschule und das Gymnasium am Geroweiher in Mönchengladbach. Eigenen Aussagen zufolge erhielt sie ihre erste Kamera zum achten Geburtstag und begann ihr Umfeld fotografisch zu dokumentieren. Nach dem Abitur reiste sie durch Südafrika, Zentralamerika, Indien und Kanada und zog anschließend nach London. Dort studierte sie von 2000 bis 2006 Fotografie und Kunstgeschichte. Im Anschluss war sie als Artdirektorin für Magazine wie Dazed and Confused, das Sunday Times Magazine sowie das Zeit- und das SZ-Magazin tätig. Ihr sei jedoch zu diesem Zeitpunkt schon immer klar gewesen, dass sie Filme machen wolle, so Meures gegenüber der Rheinischen Post. Sie studierte daher von 2012 bis 2016 zusätzlich Film an der Zürcher Hochschule der Künste. Im Jahr 2016 erschien ihr Langfilmdebüt Raving Iran.
Meures ist Mitglied der Schweizer Filmakademie, der Deutschen Filmakademie und der Europäischen Filmakademie.

## Werk
Susanne Regina Meures’ dokumentarische Arbeit befasst sich mit dem Alltag junger Menschen, die in den Sozialen Medien aktiv sind und beinhaltet oft eine radikal subjektive Perspektive der Protagonisten. Das Filmmaterial ist zum Teil illegal entstanden und heimlich aus dem Land gebracht worden. Die Filme Raving Iran (2016) und Saudi Runaway (2020) zeigen das Leben in repressiven Systemen und wie dort Fluchten aus dem Heimatland gelingen: sei es aus Protest gegen ein Regime, das die Liebe zur westlichen elektronischen Musik reglementiert wie in Raving Iran oder die Flucht aus einem System, das die Unterdrückung von Frauen und Gewalt legitimiert wie in Saudi Runaway.
Für Saudi Runaway aus dem Jahr 2020 suchte Meures über eine Chatgruppe eine junge Frau, die vorhatte, aus Saudi-Arabien zu flüchten. Ihre Protagonistin Muna dokumentierte ihren Alltag und die geplante Flucht mit ihrem Mobiltelefon. Meures hatte jeden Tag Kontakt zu der jungen Frau, die ihr jeweils das Filmmaterial des Vortags übersandte. Sie hätten in mehrstündigen Sitzungen jeweils genau Technik, Form und Inhalt besprochen, so Meures gegenüber dem Variety-Magazin. Im Schnitt habe ihre Aufgabe darin bestanden, aus den einzelnen Clips eine flüssige Filmerzählung zu komponieren.
In Girl Gang (2022) porträtiert Meures den Alltag der Berliner Influencerin Leoobalys, die bereits mit vierzehn Jahren eine der erfolgreichsten Teenfluencerinnen in Deutschland ist. Der gesamte Familienalltag, in dem die Eltern das Management der minderjährigen Tochter übernommen haben, kreist um Leonies Präsenz in den Sozialen Medien. Hier kontrastiert Meures die subjektive Perspektive jedoch mit der Außensicht: etwa mit dem Blick aus der Fanperspektive, in der Bewertung Leoos durch Follower, oder in der Dokumentation des Alltags durch Meures, die der Familie über den Verlauf von vier Jahren mit der Kamera folgte.
Alle drei Filme wurden für den Schweizer Filmpreis in der Kategorie Bester Dokumentarfilm nominiert sowie Saudi Runaway für den Europäischen Filmpreis 2020 und Girl Gang für den Europäischen Filmpreis 2022.

## Filmografie
- 2013: Julie will mehr
- 2016: Raving Iran
- 2020: Saudi Runaway
- 2022: Girl Gang

## Auszeichnungen
Raving Iran

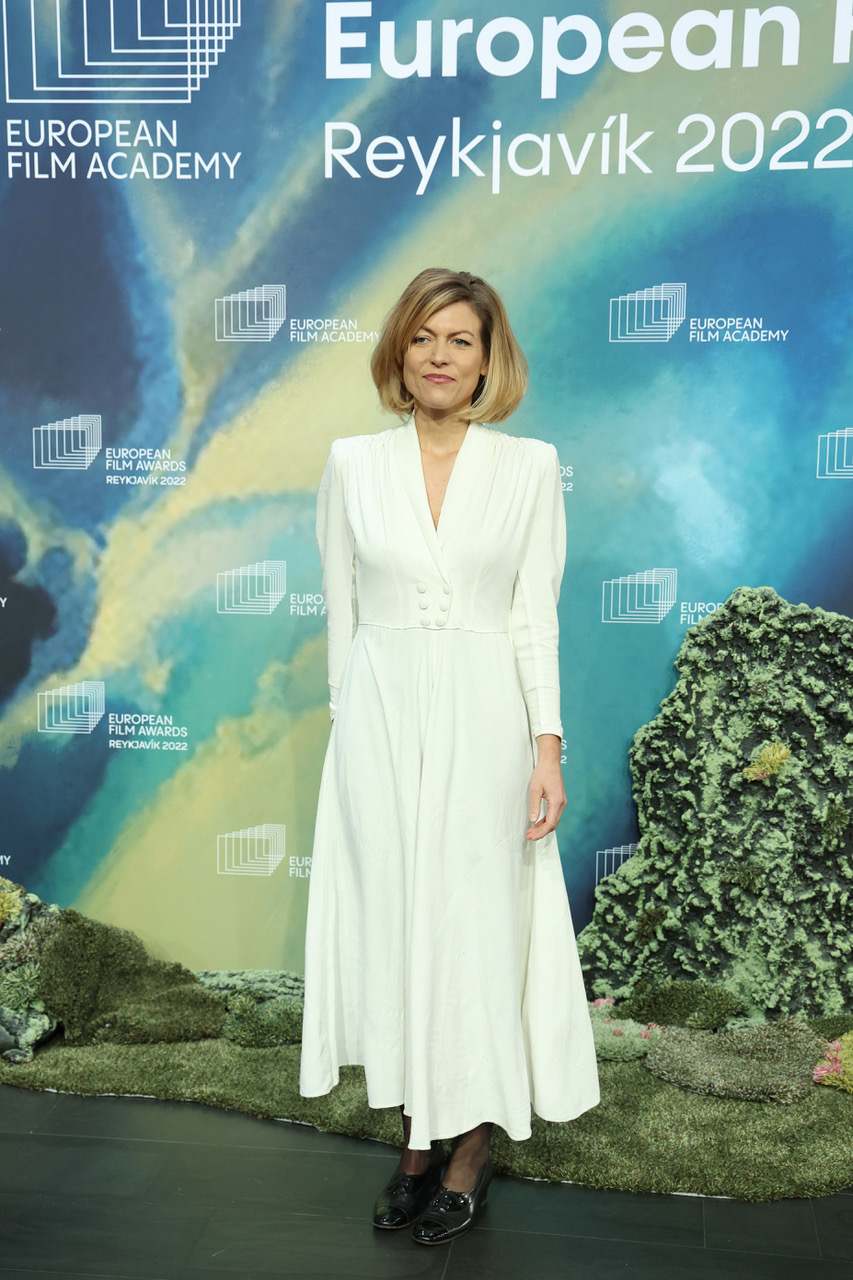
Susanne Regina Meures, Europäischer Filmpreis Reykjavík (2022)

- 2016: Prix du Jury SSA/Suissimage pour le long métrage, Vision du Reel
- 2016: First Steps Award beim Deutschen Filmpreis
- 2016: Zürcher Filmpreis
- 2016: Mejor Largometraje Documental Internacional, Guanajuato International Film Festival, Mexiko
- 2016: Bester Dokumentarfilm, Filmfestival Kitzbühel
- 2016: Bester Film und Publikumspreis beim Solo Positivo Film Festival
- 2017: Deutscher Dokumentarfilmpreis, Förderpreis
- 2018: Alexis Victor Thalberg Preis

Saudi Runaway
- 2020: 2. Platz beim Panorama Publikumspreis der Berlinale 2020 in der Kategorie Panorama Dokumente[10]
- 2020: European University Film Award[11]

Girl Gang
- 2022: Zürcher Filmpreis in der Kategorie Bester Dokumentarfilm[5]
- 2022: Lobende Erwähnung in der Kategorie A Different Tomorrow (Ein anderes Morgen) beim Reykjavík International Film Festival
- 2022: kinokino Publikumspreis beim DOK.fest München[12]
- 2022: Best International Editing im Internationalen Wettbewerb beim Doc Edge Festival, Neuseeland[13]